# Horacio Gutiérrez
Horacio Gutiérrez (L'Avana, 28 agosto 1948) è un pianista cubano naturalizzato statunitense.

## Primi anni ed istruzione
Gutiérrez è nato a L'Avana, come maggiore di quattro figli di Tomás V. Gutiérrez e Josefina Fernandez Gutiérrez. Sua madre, ottima pianista, è stata la sua prima insegnante di pianoforte, per poi passare a studiare con César Pérez Sentenat. Gutiérrez ha cominciato ad esibirsi davanti ad un pubblico a quattro anni di età e a 11 si esibì come solista con l'Avana Symphony suonando il Concerto in re maggiore di Haydn. Nel 1959, con la presa del potere di Fidel Castro, la famiglia decise di lasciare Cuba, trasferendosi negli Stati Uniti nel 1961
Gutiérrez studiò a Los Angeles con Sergei Tarnowsky (che fu tra i primi insegnanti di Vladimir Horowitz a Kiev9 ed in seguito alla Juilliard School sotto Adele Marcus, a sua volta studente del pianista russo Josef Lhévinne. In seguito lavorò a lungo con il pianista americano William Masselos, allievo di Carl Friedberg (che aveva studiato con Clara Schumann e Johannes Brahms).

## Carriera
È stato la prima volta alla televisione americana nel 1966, in uno dei Young People's Concerts con Leonard Bernstein, suonando "La grande porta di Kiev" da Quadri da un'esposizione, di Modest Mussorgsky.
Il 23 agosto 1970, Gutiérrez fece il suo debutto con la Los Angeles Philharmonic diretta da Zubin Mehta suonando il 3º Concerto per Pianoforte di Rachmaninoff. Martin Bernheimer, critico musicale del Los Angeles Times, descrisse la sua prima apparizione con l'orchestra come "spettacolare".
Attualmente vive e lavora negli Stati Uniti. Ha incontrato sua moglie, la pianista Patricia Asher, mentre lei studiava con William Masselos e Adele Marcus alla Juilliard School.
È stato M.D. Anderson Distinguished Professor of Music presso l'Università di Houston dal 1996 al 2003. Attualmente insegna presso la Manhattan School of Music.
Le esibizioni in carriera di Gutiérrez ricoprono oltre quattro decenni e da molti è considerato uno dei più grandi pianisti del XX secolo. Gutiérrez soffre di borsite e un infortunio alla schiena cronico.

## Televisione
- BBC "Previn Music Nights" con la London Symphony, (1975)
- PBS Series: "Previn and the Pittsburgh," (1976)[13]
- PBS Series: "Previn and the Pittsburgh,"  (1982)[13]
- PBS Series: Live from Lincoln Center, "Mostly Mozart Festival," (1985)[14]
- PBS Series: Live from Lincoln Center, "Chamber Music Society with Irene Worth and Horacio Gutierrez," (1986)[15]
- The Tonight Show Starring Johnny Carson, (1985), (1986) (Tre apparizioni)

## Spettacoli e premi
Ha vinto la medaglia d'argento nel Concorso internazionale Čajkovskij del 1970 e fu presto presentato in importanti sale da concerto in tutto il mondo dall'impresario Sol Hurok. Dopo il suo recital di debutto a Londra, Joan Chissell, critico musicale de The Times (Londra) ha scritto, Il suo virtuosismo è del tipo di cui sono fatte le leggende. Ha suonato con le maggiori orchestre e direttori, tra cui Lorin Maazel, Andrew Davis, Josef Krips, Mstislav Rostropovich, David Zinman, Gerard Schwarz, Andrew Litton, Kurt Masur, James Levine, Gennady Rozhdestvensky, Christoph Eschenbach, Zubin Mehta, Eugene Ormandy, Valery Gergiev, Seiji Ozawa, André Previn, Erich Leinsdorf, Yuri Ahronovitch, Klaus Tennstedt, Vladimir Ashkenazy, Daniel Barenboim e molti altri.
Nel 1982, è stato insignito del prestigioso premio Avery Fisher in riconoscimento dei suoi successi musicali.
Gutiérrez è meglio conosciuto per la sua interpretazione del repertorio romantico. È stato molto apprezzato per le esecuzioni dello stile classico nella musica di compositori come Haydn, Mozart, Beethoven e Brahms.
Ha vinto un Emmy Award per la sua quarta apparizione con la Chamber Music Society del Lincoln Center.
È stato descritto nel lavoro di Harold C. Schonberg The Great Pianists: From Mozart to Present (I grandi pianisti: Da Mozart ad oggi).
Ha inciso per la EMI, Telarc, e Chandos Records.

## Registrazioni
Le incisioni di Gutiérrez comprendono:
- Prokofiev - Concertos n. 2 e 3 con Neeme Järvi e l'Orchestra reale del Concertgebouw. La registrazione è stata acclamata dalla sua pubblicazione iniziale nel 1990. Ristampata come parte del Prokofiev I Concerti per pianoforte nel 2009, è stata la Scelta dell'editore di Gramophone nel mese di settembre (2009).[30] Bryce Morrison ha scritto nella rivista Gramophone, "...Gutiérrez scatena alcuni dei virtuosismi più emozionanti nella registrazione, attaccando lo sviluppo del primo movimento del Secondo Concerto/cadenza in un modo che farà tremare i pianisti minori."[31]
- Rachmaninoff - Piano Concertos n. 2 e 3 con Lorin Maazel e la Pittsburgh Symphony. L'incisione fu nominata per un Grammy Award.
- Brahms - Piano Concerto n. 1 con André Previn e la Royal Philharmonic Orchestra
- Brahms - Piano Concerto n. 2 con André Previn e la Royal Philharmonic Orchestra
- Tchaikovsky - Piano Concerto n. 1 e Rachmaninoff - Rhapsody on a Theme by Paganini con David Zinman e la Baltimore Symphony.
- Fryderyk Chopin - Preludes e Fantasie di Robert Schumann in una registrazione fatta nel 2015 e pubblicata nel 2016 sull'etichetta Bridge.

Gutiérrez è un forte difensore dei compositori americani contemporanei. Si è esibito opere di William Schuman, André Previn, e George Perle. La sua registrazione più recente, "George Perle: A Retrospective," è stata nominata una delle dieci migliori incisioni del 2006 da The New Yorker. Perle ha dedicato Nove Bagatelles a Gutiérrez.